# Clôture électrique

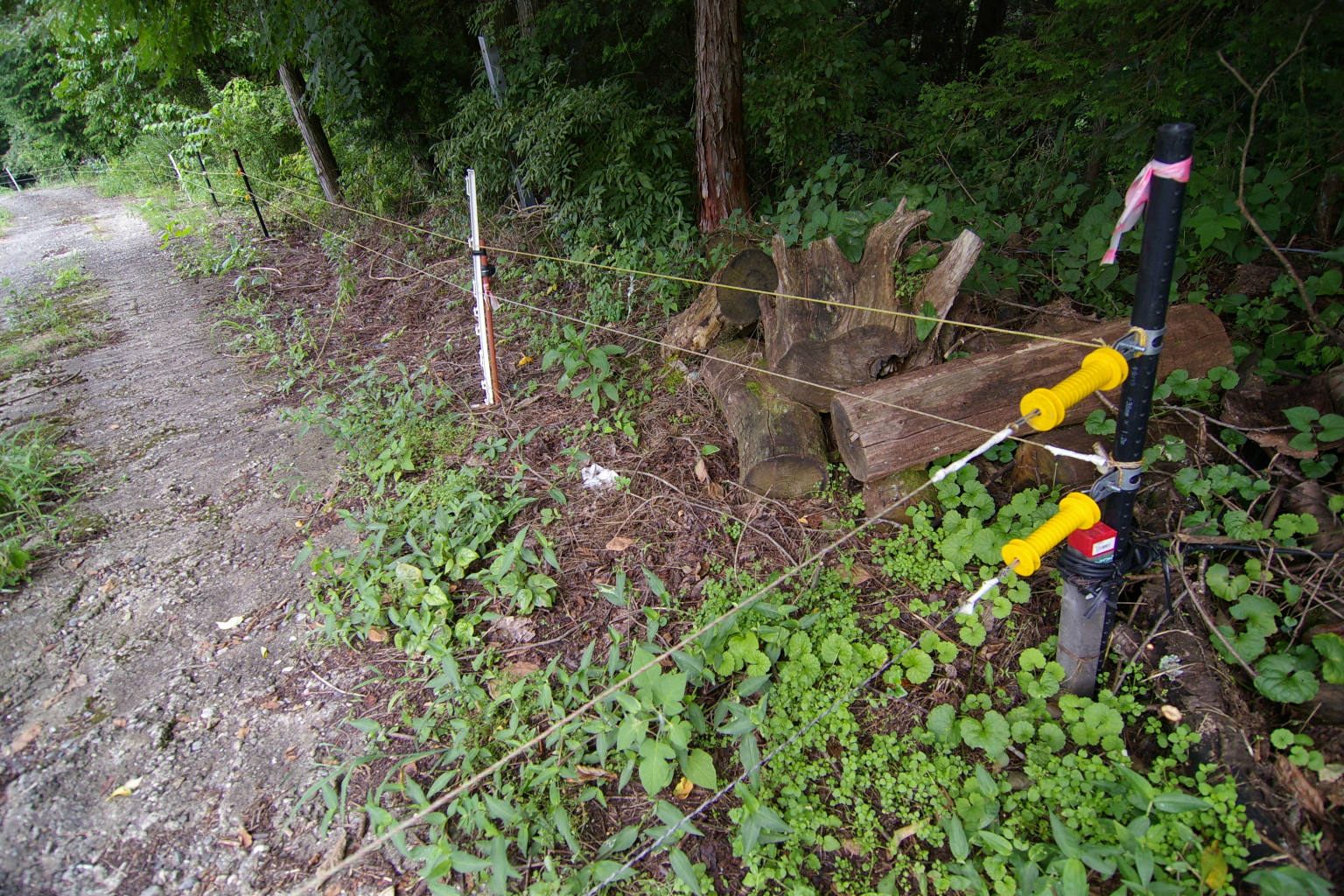
L'angle d'une clôture électrique.

Une clôture électrique est un dispositif employé pour empêcher le franchissement d'une enceinte, par la mise sous tension d'un conducteur dépourvu de gaine isolante (fils lisses sans gaine, ruban ou filet). Lorsqu'elle est utilisé en élevage voire en sylviculture, le courant électrique qui circule dans la clôture, ne présente pas de risque vital pour l'animal ou l'être humain. Le dispositif fonctionne sur le principe de décharges électriques impulsionnelles de plusieurs milliers de volts, de durée en général inférieure à la milliseconde et de fréquence de répétition de l'ordre de 1 Hz. L'intensité crête de l'impulsion avoisine un ampère[réf. nécessaire] mais est limitée à une durée très courte de l'ordre de quelques micro- à millisecondes et n'est donc pas dangereuse sous conditions normales.

## Alimentation de la clôture

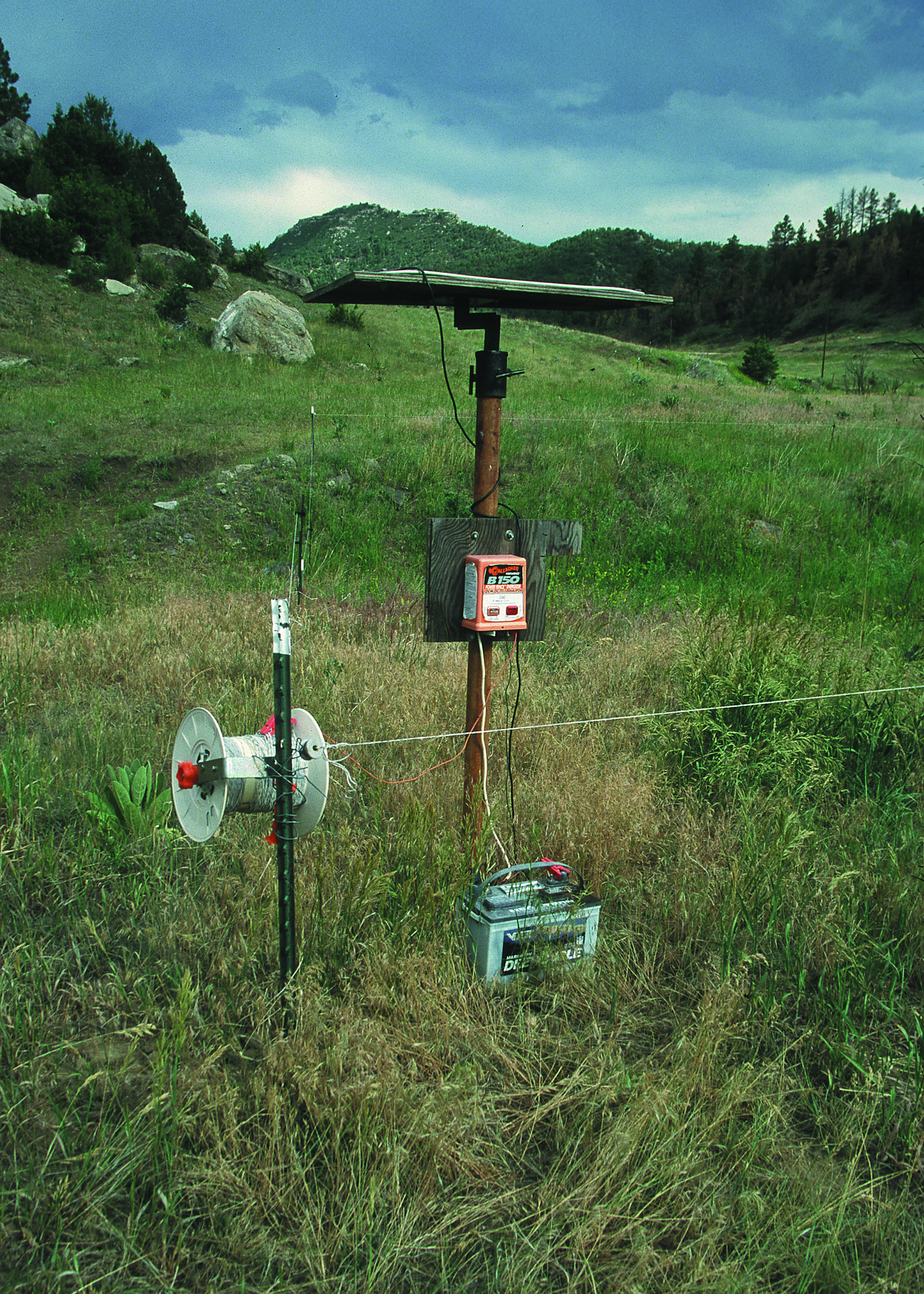
Alimentation d'une clôture électrique.

La clôture est alimentée en impulsions électriques par un électrificateur. La source d'énergie de l'électrificateur est soit le secteur 230 volts, soit à piles (le plus souvent 9 volts, non rechargeables), soit un accumulateur appelé couramment batterie (généralement 12 volts, à recharger régulièrement par recharge externe ou complétée par un panneau solaire).
Des appareils à alimentation mixte existent. Les appareils fonctionnant sur batterie peuvent être dotés d'un générateur photovoltaïque ou d'une éolienne.
L'électrificateur a pour objectif de transformer le courant électrique de faible tension (9 V, 12 V, 220 V) en un courant de haute tension à faible intensité. Il se caractérise par sa tension de sortie, sa puissance et sa consommation.
La production de courant sous forme d'impulsions évite que lors d'un contact avec la clôture, l'animal ou la personne ne reste collé à celle-ci. À l'arrêt de l'impulsion, il devient possible de lâcher ou de s'écarter du fil par réflexe. C'est la faible durée et la faible répétition de l'impulsion qui est à l'origine de la sécurité du système.

### Énergie
La clôture utilise de l'énergie transmise à chaque impulsion, encore appelée énergie d'impulsion et exprimée en joules. C'est l'énergie maximale de l'impulsion, qu'envoie l'appareil au conducteur de clôture.
Plus l'énergie d'impulsion est forte, plus le choc électrique que reçoit l'animal sera puissant. L'énergie de décharge des modèles du commerce, parfois modulable par un bouton, s'échelonne de 0,6 à 2,5 joules, selon les animaux dans le parc. L'énergie maximale est souvent de 5 J à 10 J, selon les lois nationales.

### Tension de sortie
L'électrificateur produit des impulsions de brève durée mais de très forte tension. La tension minimum doit être autour de 3 000 volts d'un bout à l'autre de la clôture, c'est pourquoi la tension de sortie recommandée se situe au moins à 4 000 volts. Dans les modèles du commerce, l'électrificateur délivre un circuit pulsé de 4 000 à 10 000 volts, pour des clôtures allant jusqu'à 40 km de longueur.

### Consommation
La consommation est exprimée en mA. C'est une consommation moyenne, puisqu'il s'agit d'impulsions. Par exemple, une consommation de 35 mA pour un modèle de 0,3 joule.

## Risques et dangers
Les clôtures électriques utilisées en agriculture ne sont évidemment pas dangereuses pour les humains ou les animaux car ni l'énergie ni la charge électrique délivrée durant une décharge ne dépasse pas les limites biologiques supportable dans la normes.
En comparaison, un défibrillateur génère des chocs de plusieurs centaines de joules. Une norme de sécurité internationale (IEC 60335-2-76) ou européenne (EN 60335-2-76) définit les caractéristiques limites de l'impulsion de sortie des électrificateurs de clôtures.

### Énergie d'impulsion
L'électrificateur est normalement adapté aux type d'animaux à contenir :
- animaux faciles à contenir : chevaux, bovins, chiens, chats
- animaux plus difficiles à contenir : moutons, chèvres, poules, animaux sauvages[1]

Dans le premier cas, une énergie d'impulsion peu élevée de moins de 0,5 joule convient pour des animaux faciles à garder, dans de petits périmètres, sans ou avec peu de végétation.
Dans le second, l'énergie d'impulsion moyenne (de 1 à 5 joules) convient à des animaux difficiles à garder et surtout pour les périmètres de clôture moyen avec végétation moyenne.
Selon la nouvelle édition de la norme IEC 60479-2 ce n'est pas l'énergie (en joules) qui defini directement la posologie de l'ampleur du choc delivré. Selon cette norme c'est la charge seule (en coulombs) qui donne des valeurs réalistiques pour l'ampleur du choc électrique par impulsation courte en dessous de 10 ms. En général la durée est limité à 10 ms et la charge maximale non léthale est environ 1 mC (pour une trajectoire du courant de la poitrine à la main. En comparaison: les chocs de durée plus longue sont mieux décrit avec une mésure d'amplitude de courant et la durée du choc comme en IEC 60479-1. Ils posent un risque de fibrillation ventriculaire plus élevé.

### Périmètre de clôture
Dans les grands terrains, des fortes énergies d'impulsion (au-delà de 5 joules) permettent de contenir des animaux dans de longues clôtures. Le périmètre de clôture est la longueur simple de l'installation et non la longueur totale des fils. Plusieurs fils transportent mieux le courant, à condition qu'ils soient reliés entre eux au moins tous les 200 m.
L'énergie délivrée doit être au moins d'un joule par kilomètre de clôture pour compenser les déperditions d'énergie.
En présence d'une forte végétation, le périmètre de clôture couvert par un même électrificateur sera divisé par 4 ou 5.

### Présence de végétation
Plus la végétation est dense (présence d'arbres, herbe en contact avec les conducteurs), plus la tension devra être élevée. La végétation qui rapporte le courant à la terre, réduit la puissance des impulsions. Les fabricants d'électrificateurs ne tiennent pas compte de ce paramètre.

## Utilisation

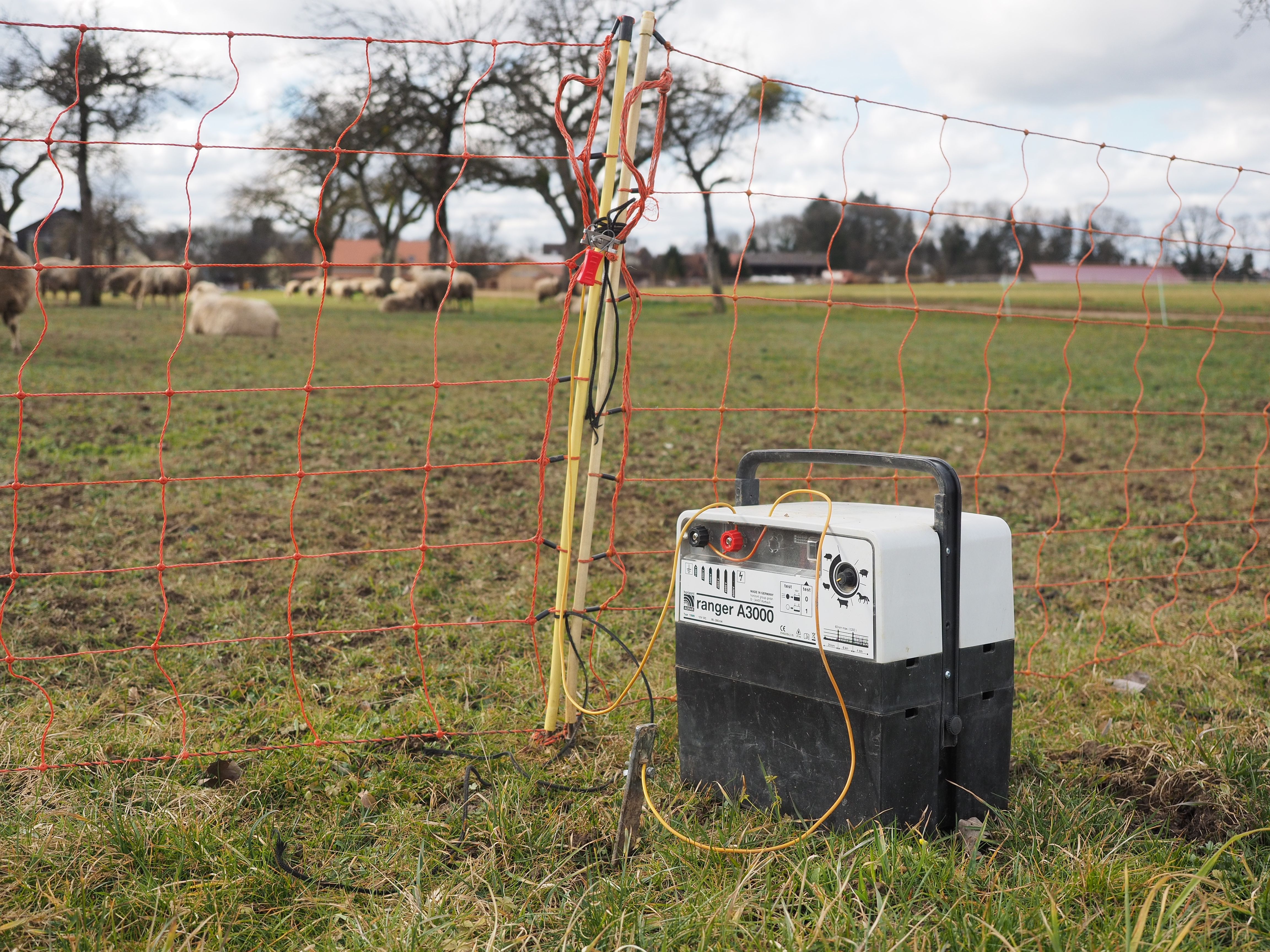
Électrification de clôture sur batterie : le pôle négatif est mis à la terre, le pôle positif est relié à la clôture faite d'un réseau de fibres plastiques et de fils métalliques.

### Agriculture
- pour les parcs d'élevage pour retenir les animaux dans un enclos, une pâture ou un chemin ;
- en sylviculture, pour protéger des peupleraies ou champs de dégâts d'animaux des rives (castor, rat musqué…), une parcelle forestière en régénération naturelle sur un territoire où les herbivores sont en surnombre, etc.
- pour le maraîchage et l'arboriculture grâce à des filets électrifiés contre les renards, fouines, loirs, lapins et lièvres.

#### Principe

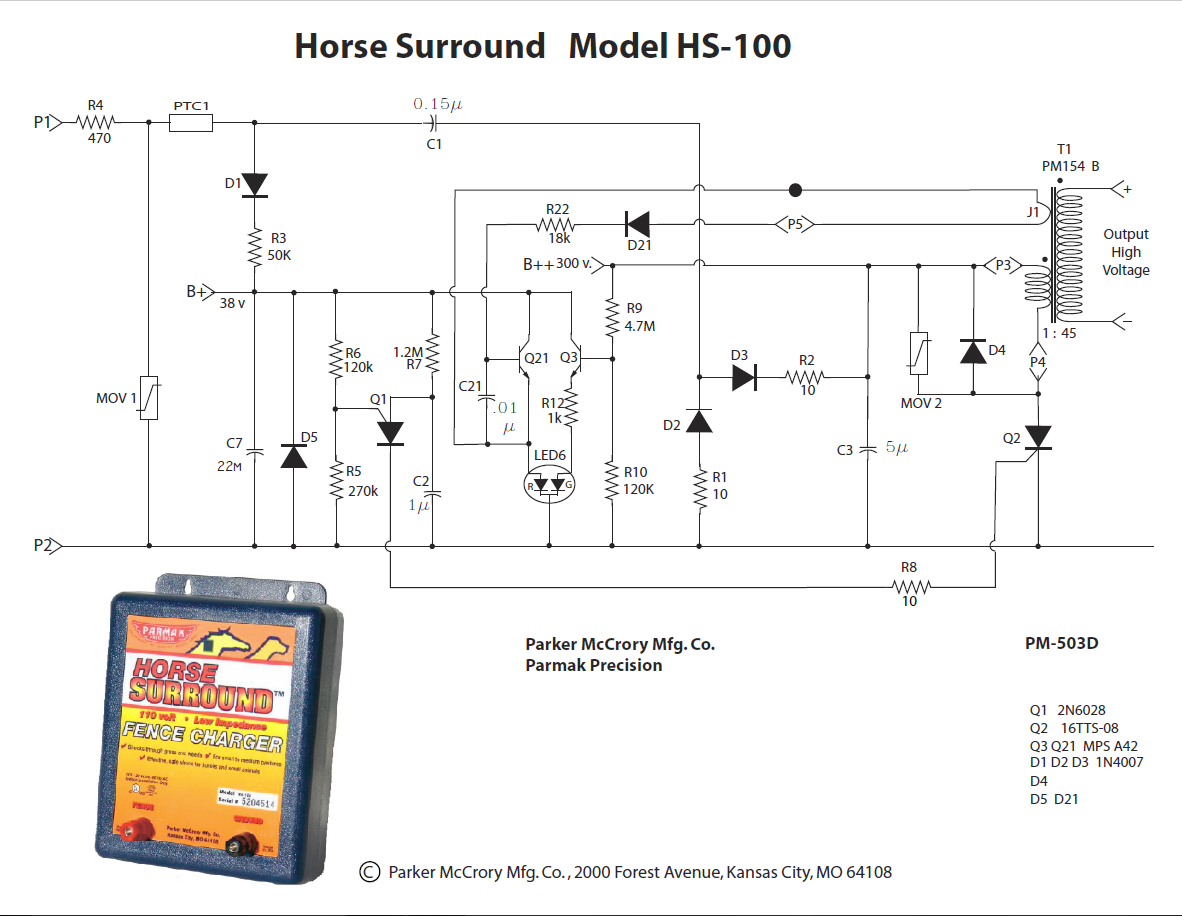
SH 100 Parmak.

Elle se compose de quatre éléments :
- l'électrificateur qui génère les impulsions électriques
- le conducteur électrique (fil, ruban, filet…) qui délimite la zone à ne pas franchir par les animaux
- les piquets et les isolateurs, qui évitent que le courant ne se perde dans le sol
- le dispositif de mise à la terre[1]

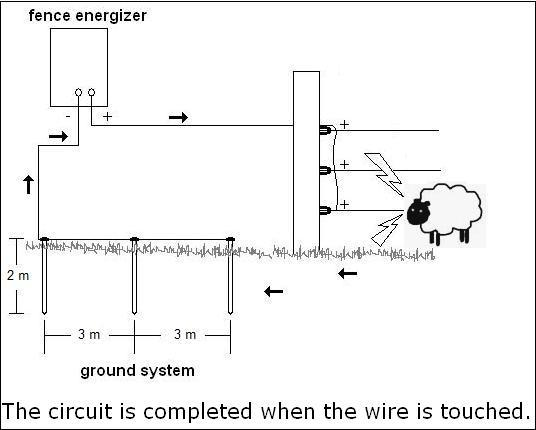
Diagramme de fonctionnement de l'électrificateur de clôture.

Le courant passe dans un fil métallique sans enveloppe isolante mais éloigné du sol (la masse électrique dans le système) grâce à des piquets isolés électriquement de ce fil. Le moindre contact d'un animal avec le câble permet au courant électrique d'être en contact avec la terre via le corps de l'animal (sauf cas de l'oiseau ou d'un insecte se posant sur le fil). Cela lui administre une décharge électrique désagréable qui le force à cesser le contact.
Les animaux reconnaissent ces dispositifs et continuent à se méfier des fils même si l'alimentation électrique est coupée (surtout s'ils étaient mouillés lors de leur premier contact). Ils sont dorénavant éduqués à vie. La barrière physique se double donc d'une barrière psychologique.

#### Interdiction
L'électrification des fils barbelés (ou ronces) est aujourd'hui interdite en France simplement pour empêcher le contact électrique subi sans pouvoir se libérer. Par la répétition des impulsions reçues, et les blessures dues aux barbelés, la personne ainsi retenue pourrait subir de graves lésions. Le point BB2 de l'annexe normative BB de la norme NF EN 60335-2-76 de février 2001 et son amendement A1 de mars 2002, relative aux instructions pour l'installation et le raccordement des clôtures électriques indique que "les fils de fer barbelés… ne doivent pas être électrifiés par un électrificateur". Cette instruction (ou une disposition équivalente) figure donc dans chaque notice d'instruction d'un électrificateur de clôture bénéficiant d'une attestation d'examen de type.

### Animaux sauvages
- dans les zoos pour que les animaux ne sortent pas de l'enclos fermé ;

Le principe est le même que pour les clôtures utilisées en agriculture.

### Sécurité

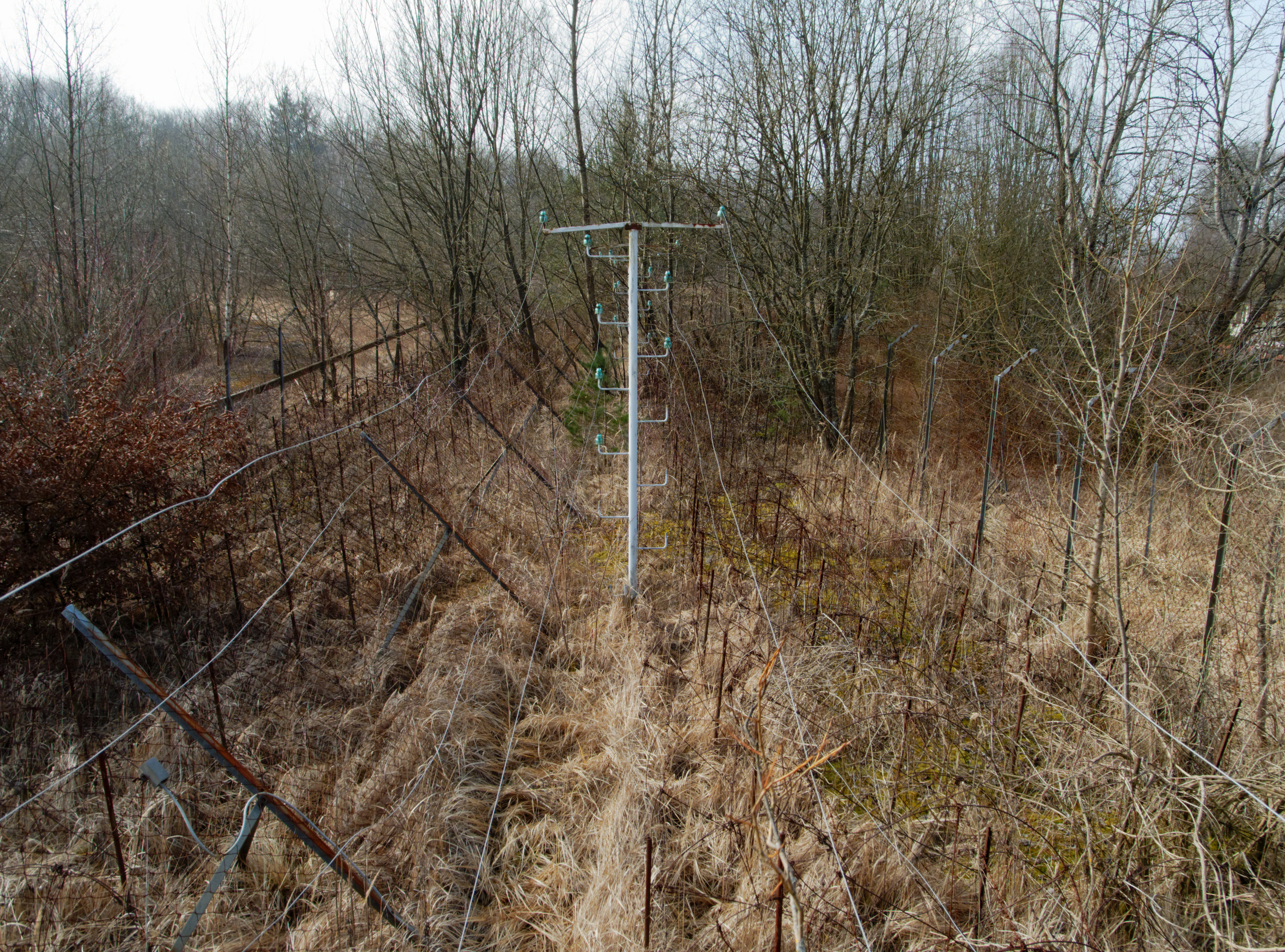
Clôture électrique du site des missiles Pluton en Bourgogne.

#### Létale

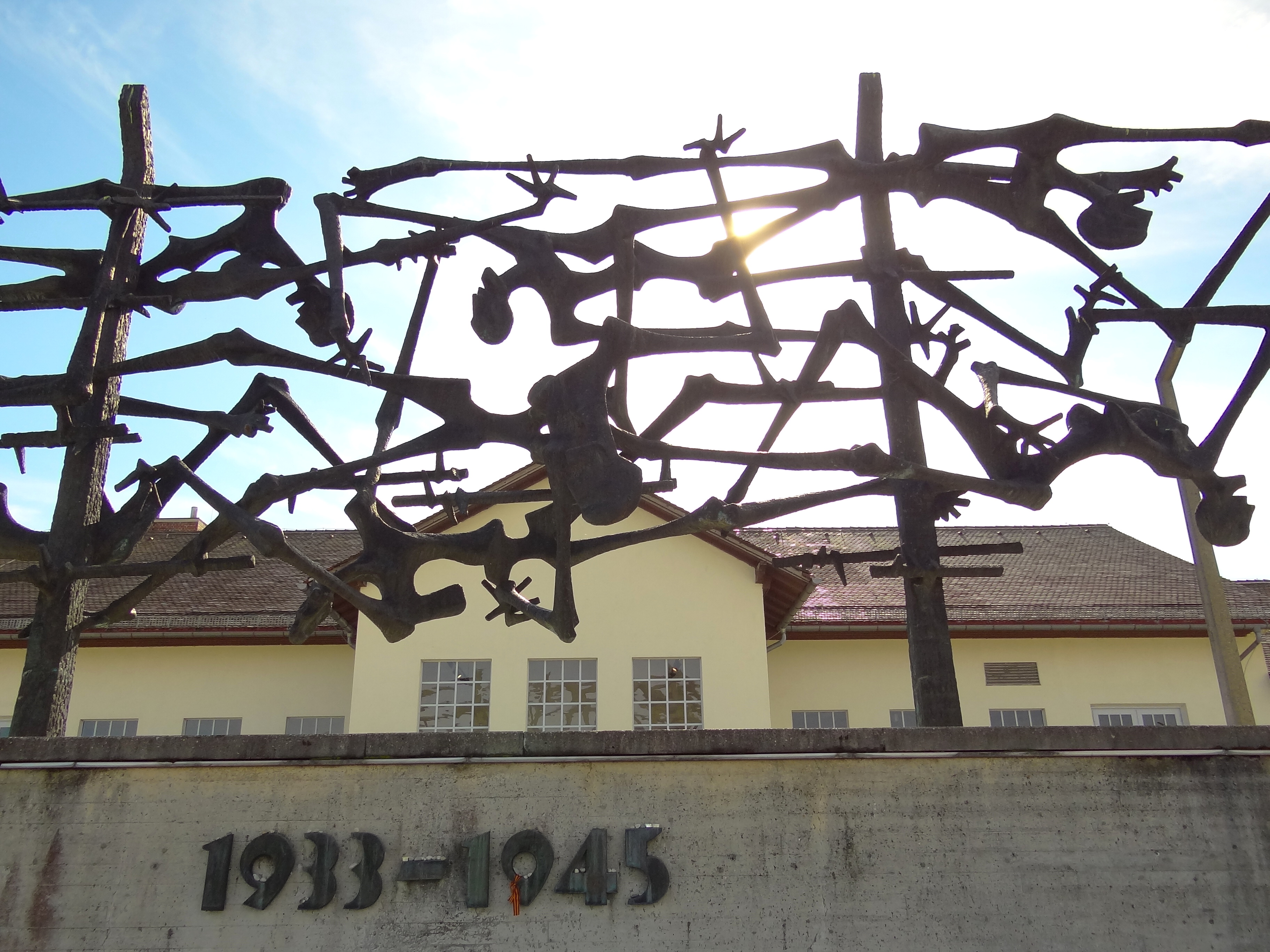
Sculpture symbolisant l'électrification des clôtures à Dachau.

### Autres utilisations
- clôture d'alarme : déclenche une alarme au lieu de délivrer un choc
- clôture enterrée : fonctionne de pair avec un collier parfois utilisé pour les chiens ou le bétail. Le câble enterré émet un signal faible, détecté par le collier. Lorsque l'animal s'approche trop, le collier émet un signal d'alarme, et un choc électrique si l'animal continue de s'approcher. Une variante sans câble enterré utilise les signaux GPS pour déterminer l'approche d'une « clôture virtuelle » sans installation physique.

## Principe
Schéma électronique d'un HS 100 Parmak.